# Esquí alpí

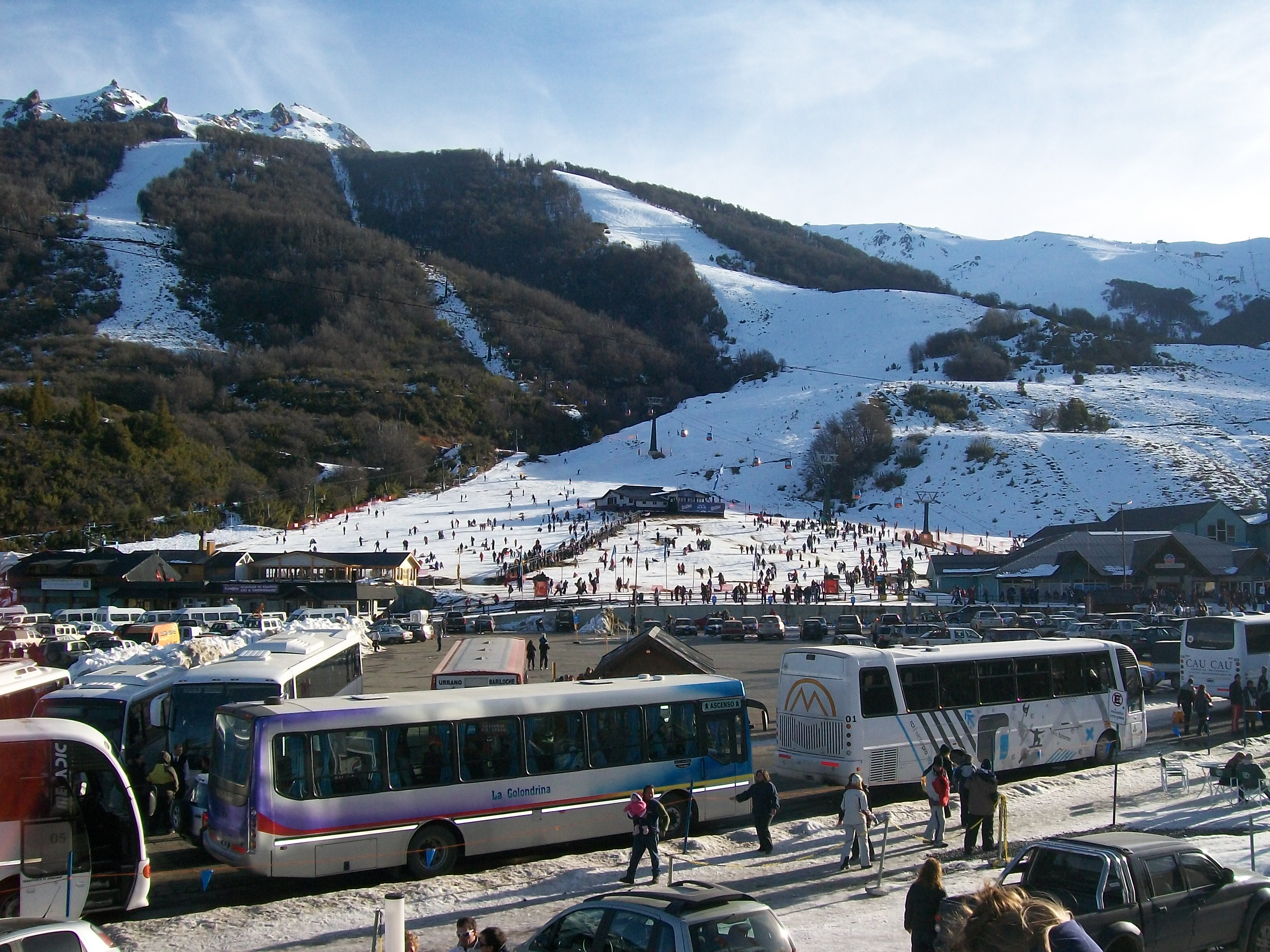
Pistes de esquí alpí en San Carlos de Bariloche (Argentina)

L'esquí alpí (o esquí de descens) és una modalitat d'esquí, que consisteix a lliscar sobre pendents coberts de neu amb esquís llargs i amples subjectats a cada peu, ja que el centre de l'esquí està justament sota del genoll. És un esport dels Jocs Olímpics d'Hivern des del 1936.
L'esquí alpí va evolucionar de l'esquí de fons quan les infraestructures dels remuntadors va construir-se a les estacions de muntanya per remuntar als esquiadors fins al capdamunt de les pistes, permetent gaudir diverses vegades del descens de pistes que d'una altra manera seria massa cansat de pujar. Així doncs, l'esport és popular allà on la combinació de neu, pistes d'esquí i suficient infraestructura turística pot ser construïda, és a dir, parts d'Europa, Nord-amèrica i Japó. L'esport també s'està popularitzant en països en vies de desenvolupament com poden ser Xile, l'Argentina o fins i tot la Xina i països asiàtics.
La principal dificultat tècnica a la qual s'han d'enfrontar els esquiadors és simplement com controlar la direcció i velocitat del seu descens. Normalment, els principiants fan servir la tècnica de la falca, per girar i parar, enfocant un o tots dos esquís cap a l'interior però els esquiadors més avançats fan servir mètodes més difícils però també més elegants i ràpids. A mesura que els esquiadors tenen més confiança, s'enfronten a pistes més llargues, amb més pendent i més desiguals a velocitats més altes.

## Esquís alpins
Són els esquís llargs i estrets que els esquiadors se subjecten als peus per practicar l'esquí. Aquest té el patí més estret que l'espàtula i la cua, els cantells esmolats i la sola llisa acabat en punta per una millor velocitat.

## Disciplines

### Descens
És la disciplina més llarga i en la qual la velocitat és més alta, requereix molta habilitat i resistència a causa de les dues característiques comentades. Les portes estan separades per una distància mínima de 48 metres, només es fa un descens i el guanyador és el que triga menys a baixar. Els esquiadors poden arribar a aconseguir velocitats de fins a 150 km/h.
La competició: La competició consta de tres dies. En el primer dels participants examinen la pista i el traçat per conèixer les característiques generals. El segon dia els competidors tenen dret a fer una baixada d'entrenament pel mateix traçat en què se celebrarà la competició. El tercer dia se celebra la competició en si mateixa. Els temps estan habitualment entre 1:30 (minut i mig) i 2:30.
La pista: La pista de descens ha d'estar homologada per la FIS (Federació Internacional d'Esquí) i ha d'estar completament tancada per impedir l'entrada a tota persona aliena a la competició i per garantir la integritat dels participants en cas de caiguda. Des de 2003 (aproximadament) la FIS obliga els organitzadors a "pintar" línies blaves per guiar els esquiadors i perquè puguin veure el relleu de la pista en zones amb ombra. La neu tova pot ser perillosa per les possibles acumulacions de neu que pot provocar, per aquesta raó els organitzadors utilitzen productes químics o reguen (literalment) la pista per endurir-la. Les portes utilitzades són totes del mateix color (normalment vermelles encara que de vegades poden ser blaves) i les banderes són d'una mida més gran que en les altres disciplines per facilitar la visió dels competidors.
Equipament: L'ús del casc és obligatori. Els esquís utilitzats han de tenir una mida mínima de 215 cm per a homes i 210 cm per a dones (encara que poden arribar a mesurar 225 cm) i amb un radi de gir no inferior a 45m. Aquests llargs esquís es caracteritzen també per tenir l'espàtula menys aixecada per ser més aerodinàmics. L'incompliment d'alguna d'aquestes regles suposa la desqualificació del competidor. A més els pals utilitzats són corbats perquè s'acoblin millor al cos quan es vagi en posició d'"ou" (Schuss).
El descens en el circuit de copa del món: Els descensos són les proves més seguides del circuit de la copa del món. Els més prestigiosos són el descens de Kitzbuehel (AUT), més conegut com la "Hahnenkamm", el descens de Wengen (SUI) amb un traçat de 4,4 km molt exigent i el que se celebra a Bormio (ITA).

### Súper G
Va ser introduït en el circuit de copa del món el 1982. El Súper G (Súper Gegant) barreja velocitat i precisió, combinant la velocitat del Descens, encara que més curt, i el traçat d'un Eslàlom Gegant. Igual que en el Descens, únicament es fa una baixada i el guanyador és el que ho fa en menys temps.
Equipament: Per augmentar la seguretat dels participants la FIS va establir a la temporada 2003-2004 que els esquís havien de mesurar com a mínim 205 cm per a homes i 200 cm per a dones. El radi de gir mínim per als esquís de Súper Gegant és de 33 m.

### Eslàlom Gegant
Reduint les distàncies entre portes a una distància mínima de 5 metres i amb menys portes que l'eslàlom -s'exigeix un mínim de 30 portes- el traçat requereix girs més tancats que les proves de velocitat. Es realitzen dos descensos per recorreguts amb diferents traçats durant el mateix dia. El guanyador és aquell en què la suma dels dos temps sigui menor.
Equipament: La invenció dels esquís "carving" va escurçar molt les mesures dels esquís de Gegant. Per incrementar la seguretat, a la temporada 2003-2004 la FIS va incrementar el radi de gir fins als 21 metres i va establir que la mesura mínima dels esquís havien de ser de 185 cm per a homes i 180 cm per a dones. No obstant això, per a la temporada 2007-2008 s'ha aprovat l'augment del radi de gir fins als 27 metres per a homes i 23 per a dones.
L'eslàlom gegant a la copa del món: L'eslàlom gegant més prestigiós de la copa del món masculina és el que se celebra a l'estació italiana d'Alta Badia.

### Eslàlom
En aquesta categoria el recorregut és més curt que en totes les altres, però el nombre de portes és més gran (entre 55 i 75) i la distància entre elles entre 75 cm i 15 metres, sent aquestes portes un simple pal, en comptes de dos pals com en les altres modalitats. Aquesta disciplina necessita una habilitat més gran, ja que els girs són més tancats i complicats que en les altres, en les que la velocitat és molt més gran, en ser girs més oberts. La forma de decidir el guanyador és idèntica al Gran eslàlom, dues mànegues amb diferents traçats i guanya aquell en què la suma dels dos temps sigui menor.
Equipament: Les corbes en eslàlom són molt petites, per això els esquiadors, per fer menys recorregut i anar més ràpid, toquen els pals que formen les portes. Per protegir-se de les portes els esquiadors porten proteccions a les canyelleres, en els pals i en el casc. En els anys 80 i 90 els esquiadors utilitzaven esquís amb longituds entre 203 cm i 207 cm. L'aparició dels esquís "carving" va revolucionar les mesures d'aquests així com l'estil utilitzat pels esquiadors que podien millorar els seus temps fins a tres segons per baixada. Les mesures reglamentàries actuals són 165 cm per a homes i 155 cm per a dones. Aquest canvi es va realitzar a la temporada 2002.
L'eslàlom a la copa del món: La prova d'eslàlom més prestigiosa en el circuit de la copa del món masculina se celebra a Schladming (AUT) i és una prova nocturna. Altres eslàloms prestigiosos són els de Wengen (SUI), Kitzbuehel (AUT) i Kranjska Gora (SLO).

### Combinada
És una prova que consta de dues parts, una de Descens i una altra d'eslàlom. Es realitzen com si fossin independents però a dues mànegues i en el mateix dia. El guanyador de la prova és aquell en què la suma dels dos millors temps sigui menor. A causa de l'especialització dels esquiadors hi ha pocs competidors que puguin optar a guanyar en aquesta disciplina, ja que requereix un domini de les especialitats de velocitat i també de les més tècniques.

### Súper Combinada
És una prova molt recent en el calendari de la copa del món. Es tracta d'una prova que combina un descens (més curt de l'habitual) i una sola mànega d'Eslàlom. Les dues mànegues (baixades) es realitzen el mateix dia i el guanyador és el competidor que obté una suma de temps menor.

### Paral·lel
Aquesta modalitat només se sol fer al final d'una copa o lliga, però no és una especialitat molt practicada. Consisteix en dos descensos simultanis sobre un traçat més curt que un Eslàlom. La distància entre portes està a mig camí entre un Eslàlom Gegant i un Eslàlom. És una modalitat molt vistosa perquè s'aprecia la lluita de tots dos corredors per arribar abans a la meta, es realitzen dues baixades i el guanyador és el que menys temps ha trigat.

## Competicions
- Copa del Món d'esquí alpí
- Campionat del Món d'esquí alpí.